# مارشال تايلر
مارشال تايلر (بالإنجليزية: Marshall Tyler)‏ هو مدير فني أمريكي، ولد في 12 يونيو 1873 في Stafford, Connecticut ‏ في الولايات المتحدة، وتوفي في 16 ديسمبر 1942 في ويكفيلد في الولايات المتحدة.